# Ілунга Сунґу
Ілунга Сунґу (д/н — 1780 або 1810) — мулохве (володар) держави Луба в 1750—1780 або 1780—1810 роках.

## Життєпис
Про його діяльність відомо переважно з усних джерел. Син мулохве Мвене Кекена та Діанги, доньки вождя з народу сонге. Після смерті батька з огляду на молодий вік Ілунга владу перебрав його стриєчний брат Кімвімбе Каумбу, який згодом загинув у війні з сонге, де переховувався Ілунга Сунґу. Невдовзі після цього останній посів трон. Стосовно часу цих подій є різні відомості. Більшість дослідників відносять до 1750-х років. Втім є версія, що Ілунга Сунґу ці події сталися в 1780-х роках: 1780 року Кімвімбе Каумбу фактично перебрав владу, а Ілінга зміг «коронуватися» близько 1790 року.
Спочатку вимушен був маневрувати між впливовими кланами Мікето і Каумбу, що були частиною правлячої династії. Спочатку за допомогою Каумбу Ілунзі Сунгу вдалося здолати Мікето, представники якого були впливові у війську. Потім за допомогою родичів батька переміг клан Каумбу, знищивши його чоловіків та жінок. завдяки цьому отримав повну владу в державі.
Переніс резиденцію до поселення Катенга на південь від озера Бойя. Пізніше він створив другу резиденцію в селі Кіпушя на схід у верх'я річки Лувіджо. Зумів підкорити народ гемба між річками Лукуга і Лувуа, розширивши межі своєї держави на схід. Слідом за цим підкорив народ тумбве, що мешкав в горах на південь від озера Танганьїка, дійшовши до поселення Калеміє. Разом з тим спроба підкорити державу Мутомба виявилася невдалою, оскільки тій надала допомогу держава Лунда. Також були невдалими війни проти народу каніок.
Помер Ілунга Сунґу 1780 або між 1805 та 1810 роками. Йому спадкував син Кумвімба Нґомбе.